# Hilda Mundy
Hilda Mundy, pseudónimo de Laura Villanueva Rocabado, (Oruro - Bolivia 1912- 1980) fue una escritora, poeta y periodista boliviana.

## Biografía
Laura Villanueva Rocabado nació en Oruro en 1912, segunda de tres hermanos, hija del arquitecto Emilio Villanueva Peñaranda, reconocido paceño que fue Rector de la UMSA el año 1929, y de Dominga Rocabado Flores fallecida en la ciudad de Oruro el 5 de octubre de 1973, su hermano mayor era Julio Alberto Méndez Rocabado nacido el 19 de septiembre de 1907, hermano de madre, hijo de Rafael Arturo Méndez Risueño y su hermana menor María Julieta Villanueva Rocabado nacida el 16 de marzo de 1915. 
Estuvo casada con el poeta orureño Antonio Ávila Jiménez y su hija fue la poeta Silvia Mercedes Ávila. Vivió sus últimos años en la Casa del Poeta, en la ciudad de La Paz, en el barrio de Miraflores y murió en 1982.

## Carrera
Escribió para los periódicos La Patria, La Retaguardia y La mañana, en este último se publicó su famosa columna Brandy Cocktail. Fundó el semanario Dum Dum que fue cerrado y censurado luego de que Mundy fuera exiliada en 1934 por el gobierno de facto del Dr. Tejada Sorzano a raíz de un artículo que criticaba a los militares bolivianos por la derrota en la Guerra del Chaco.
Las publicaciones de Hilda Mundy fueron sobre todo críticas a su medio, al poder económico de la época, a la guerra y al militarismo.
La mayoría de sus obras y escritos fueron editados después de su muerte primero por su hija, la poeta Silvia Mercedes Ávila, quién editó parte de la obra de Mundy en el libro “Cosas de Fondo” en 1989.

## Obra
El cuerpo de sus obras publicadas comprende:
- Pirotecnia: ensayo miedoso de literatura ultraísta, Imprenta artística, La Paz, 1936.
  - 2ª ed., La Mariposa Mundial/Plural, La Paz, 2004
  - 3ª ed., Los libros de la Mujer Rota, Santiago de Chile, 2015[5]

- Cosas de fondo: Impresiones de la Guerra del Chaco y otros escritos, Huayna Potosí, La Paz, 1989.
- Obra reunida, edición y estudio introductorio de Rocío Zavala Virreira, Biblioteca del Bicentenario de Bolivia, 2016.

- Textos dispersos publicados en la prensa de Oruro y La Paz

1. Glosas contemporáneas (Diario La Retaguardia) 2 textos[6]
2. Brandy cocktail (Diario La mañana), 62 textos.
3. Semanario Dum Dum, 29 textos.
4. Corto circuito (Periódico La Patria), 3 crónicas.
5. Textos varios (El fuego), 4 textos.
6. Vitaminas (El  fuego), 12 textos.
7. Revista de Bolivia, 5 textos.
8. Cuadernos literarios del periódico Última Hora, 1 texto.
9. Suplemento dominical de La Nación, 2 textos.
10. Khoya, 1 texto.
11. Dador. 2 textos.
12. Inéditos, 2 textos.